# Amatola setifemur
Amatola setifemur is een hooiwagen uit de familie Triaenonychidae. De wetenschappelijke naam van Amatola setifemur gaat terug op Lawrence.